# Islandiana longisetosa
Islandiana longisetosa là một loài nhện trong họ Linyphiidae.
Loài này thuộc chi Islandiana. Islandiana longisetosa được James Henry Emerton miêu tả năm 1882.